# 亚帕那鞋

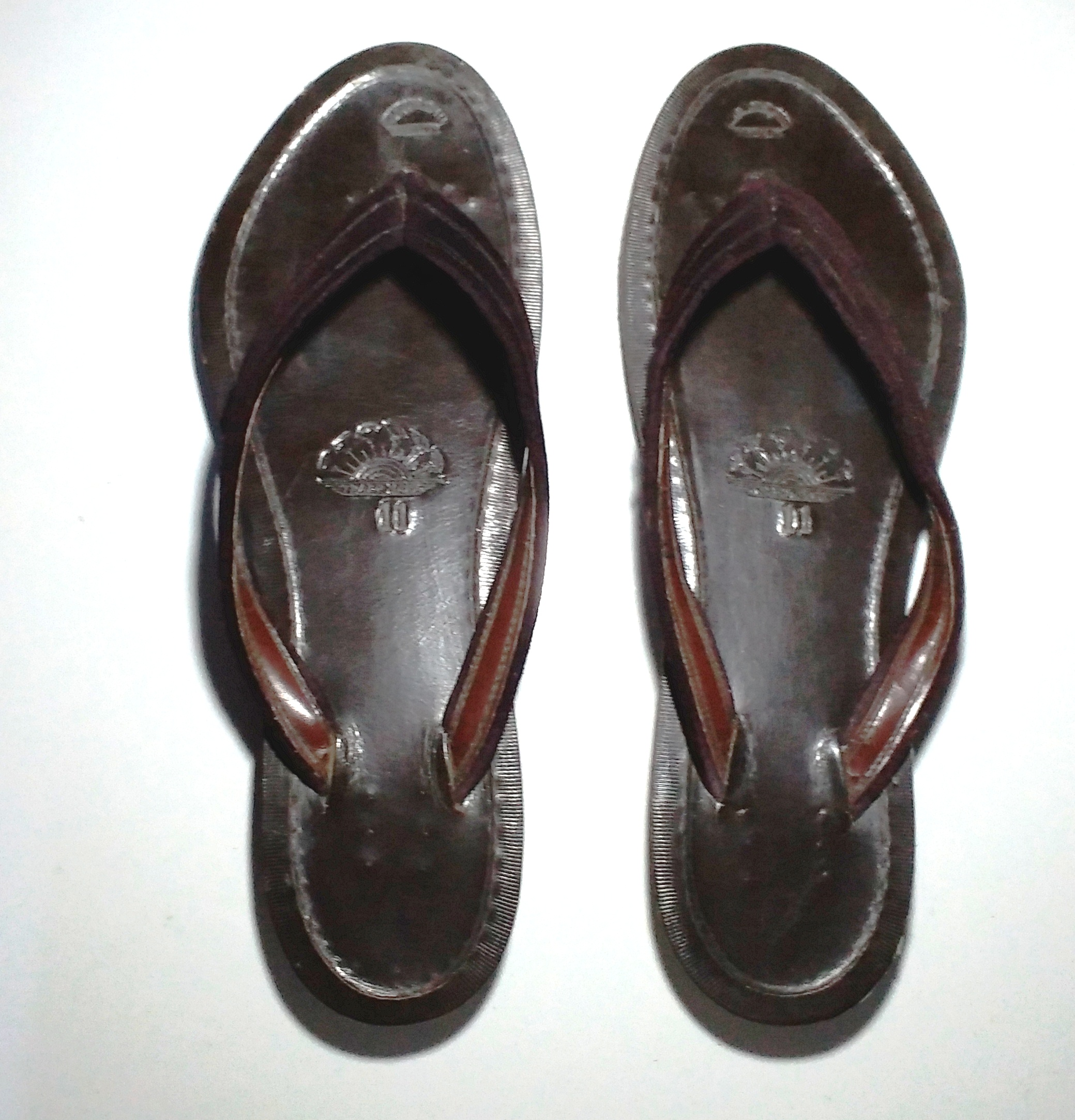
一双亚帕那鞋

亚帕那鞋（IPA：[ɲ̥appʰənaʔ]）是缅甸的传统凉鞋，类似人字拖。虽然指的是几乎所有缅甸人穿的凉鞋，但它主要用于指起源于上缅甸的传统曼德勒天鹅绒拖鞋。
Hnyat-phanat的字面意思是“夹鞋”，因为拖鞋是用大拇趾和第二脚趾夹住固定的。

## 设计和风格
拖鞋非常简单，在缅甸几乎每个人都穿。它由一个扁平的鞋底组成，通过一条Y形鞋带松散地固定在脚上，该带子穿过第一（大）脚趾和第二个脚趾之间并围绕脚的两侧。缅甸传统凉鞋的主要特点是材料。
平底是朴素的，没有任何图案或设计。它涂有精美的软漆或天鹅绒（ကတ္တီပါ gadiba），Y形鞋带也是如此。涂漆的颜色通常是棕色或黑色，但天鹅绒凉鞋的颜色可能会有很大差异。天鹅绒凉鞋传统上是在婚礼等正式场合穿着。
缅甸凉鞋在鞋底下侧没有任何抓地力或摩擦力，因此不适合在潮湿条件下使用。